# Strikeforce: Fedor vs. Silva
Strikeforce/M-1 Global: Fedor vs. Pezão foi um evento de artes marciais mistas promovido pelo Strikeforce em parceria com o M-1 Global em 12 de fevereiro de 2011 no Izod Center em East Rutherford, New Jersey. O card principal foi transmitido pela Showtime, enquanto que o preliminar foi ao ar pela HDNet.

## Background
O evento marcou o início do Grand Prix de Pesados do Strikeforce.
As três lutas de Pesados que não seriam válidas pleo torneio serviram de lutas reserva do torneio, para achar substitutos no caso de lesões ou baixas no torneio. O vencedor de Del Rosario-Johnson foi considerado o primeiro substituto, seguido pelos vencedores da lutas em Overeem-Sefo e Griggs-Villante. Os vencedores das lutas alternativas foram programados para lutarem em mais duas lutas alternativas no Strikeforce: Overeem vs. Werdum em Junho, com Del Rosario esperado para enfrentar o prospecto invicto Daniel Cormier pelo lugar de substituto n°1, e Overeem vs. Griggs pelo de 2°, porém Del Rosario foi substituído por Jeff Monson após um acidente de carro em Maio.
A luta entre Del Rosario-Johnson estava marcada para dar início aos primeiros concorrentes do Grand Prix, enaquato que a luta Sefo-Overeem marcava os outros participantes.
Andrei Arlovski era esperado para lutar com Josh Barnett, mas Arlovski acabou lutando com Sergei Kharitonov.
O evento teve a audiência de aproximadamente 741,000 telespectadores assistindo ao vivo na Showtime.

## Resultados
^ a: Quartas de Final do Torneio de Pesados.

^ b: Luta Reserva do Torneio de Pesados.

## Grand Prix de Pesos Pesados
|  | Quartas de final  | Quartas de final |                   |  | Semifinais | Semifinais |  |  | Final | Final |
|  |                   |                  |                   |  |            |            |  |  |       |       |
|  |                   |                  |                   |  |            |            |  |  |       |       |
|  |                   |                  |                   |  |            |            |  |  |       |       |
|  | Fedor Emelianenko | 2                |                   |  |            |            |  |  |       |       |
|  | Fedor Emelianenko | 2                |                   |  |            |            |  |  |       |       |
|  | Antônio Silva     | TKO              |                   |  |            |            |  |  |       |       |
|  | Antônio Silva     | TKO              | Antônio Silva     |  |            |            |  |  |       |       |
|  |                   |                  |                   |  |            |            |  |  |       |       |
|  |                   | Daniel Cormier   |                   |  |            |            |  |  |       |       |
|  | Alistair Overeem  | 3                |                   |  |            |            |  |  |       |       |
|  | Alistair Overeem  | 3                |                   |  |            |            |  |  |       |       |
|  | Fabrício Werdum   | DEC              |                   |  |            |            |  |  |       |       |
|  | Fabrício Werdum   | DEC              |                   |  |            |            |  |  |       |       |
|  |                   |                  |                   |  |            |            |  |  |       |       |
|  |                   |                  |                   |  |            |            |  |  |       |       |
|  | Andrei Arlovski   | 1                |                   |  |            |            |  |  |       |       |
|  | Andrei Arlovski   | 1                |                   |  |            |            |  |  |       |       |
|  | Sergei Kharitonov | KO               |                   |  |            |            |  |  |       |       |
|  | Sergei Kharitonov | KO               | Sergei Kharitonov |  |            |            |  |  |       |       |
|  |                   |                  |                   |  |            |            |  |  |       |       |
|  |                   | Josh Barnett     |                   |  |            |            |  |  |       |       |
|  | Josh Barnett      | 2                |                   |  |            |            |  |  |       |       |
|  | Josh Barnett      | 2                |                   |  |            |            |  |  |       |       |
|  | Brett Rogers      | FIN              |                   |  |            |            |  |  |       |       |
|  | Brett Rogers      | FIN              |                   |  |            |            |  |  |       |       |

### Substitutos
- Shane Del Rosario
- Valentijn Overeem
- Chad Griggs

## Ligações Externas
1. ↑  a[›]
2. ↑  a[›]
3. ↑  b[›]
4. ↑  b[›]
5. ↑  b[›]